# In Love
Pour l’article homonyme, voir In Love (EP).
Pour plus de détails, voir Fiche technique et Distribution.
In Love ou La Fille de mes rêves au Québec (Down to You), est une comédie romantique américaine réalisée par Kris Isacsson.

## Synopsis
Entre Al (Freddie Prinze Jr.) et Imogen (Julia Stiles), étudiants à l'université à New York, c'est le coup de foudre. Mais entre leur jeune âge et leurs projets respectifs, une relation durable est difficile à mener. De passion en désillusion, tous deux vont alors apprendre à choisir entre la liberté qu'offre la jeunesse et l'engagement solide…

## Fiche technique
- Titre original : Down to You
- Titre français : In Love
- Titre québécois : La Fille de mes rêves
- Réalisation : Kris Isacsson
- Scénario : Kris Isacsson
- Direction artistique : Kevin Thompson
- Photographie : Robert D. Yeoman
- Montage : Stephen A. Rotter
- Musique : Edmund Choi
- Production : Jason Kliot et Joana Vicente
- Format : couleur
- Genre : Comédie dramatique, comédie romantique
- Durée : 91 minutes
- Dates de sortie :
  - États-Unis : 21 janvier 2000
  - France : 12 juillet 2000

## Distribution
- Shawn Hatosy (VQ : Joël Legendre) : Eddie Hicks
- Freddie Prinze Jr. (VQ : Martin Watier) : Alfred Connelly
- Selma Blair (VF : Barbara Villesange ; VQ : Valérie Gagné) : Cyrus
- Julia Stiles (VF : Amélie Gonin ; VQ : Camille Cyr-Desmarais) : Imogen
- Ashton Kutcher (VQ : Antoine Durand) : Jim Morrison
- Zak Orth (VQ : Louis-Philippe Dandenault) : Monk Jablonski
- Rosario Dawson (VQ : Violette Chauveau) : Lana
- Henry Winkler (VQ : Luis de Cespedes) : Ray Connelly
- Lucie Arnaz (VQ : Élise Bertrand) : Judy Connelly
- Chloe Hunter : Megan Brodski
- Amanda Barfield : Faith Keenan
- Granger Green : Haley Heller
- Joseff Stevenson : Ted McGurran
- Jed Rhein : Gabe Stiano

Source : version française (VF) sur RS Doublage ; version québécoise (VQ) sur Doublage.qc.ca.